# كيتيا
كتيا شركة مغرببة متخصصة في بيع الأثاث، أسست الشركة سنة 1993 وتملك الآن 34 محلا، 28 كشوب (بالإنجليزية: K-shop)‏ و6 كتيا جين (بالإنجليزية: Kitea géant)‏ تتراوح مساحتها بين 700 و4000 متر مربع، وموزعة على 17 مدينة مغرببة، وكتيا حاضرة في عدد من الدول الأفريقية مثل: أنغولا، وبوركينا فاسو، وموريتانيا، وجمهورية الكونغو الديمقراطية، وجمهورية الكونغو، وغينيا الاستوائية، وجمهورية أفريقيا الوسطى.

## متاجر الشركة
- المغرب
  - اليوسفية (محل)
  - برشيد (محل)
  - بني ملال (محل)
  - الدارالبيضاء (8 محلات واحد منهم كتيا جين(بالإنجليزية: Kitea géant)‏
  - أكادير (محل)
  - الجديدة (محل)
  - الراشدية (محل)
  - فاس (محلان واحد منهم كتيا جين(بالإنجليزية: Kitea géant)‏
  - قنيطرة (محل)
  - خريبكة (محل)
  - مراكش (محلان واحد منهم كتيا جين(بالإنجليزية: Kitea géant)‏
  - مكناس (محلان)
  - المحمدية (محل)
  - الناضور (محل)
  - وجدة (محل واحد كتيا جين(بالإنجليزية: Kitea géant)‏
  - الرباط (4 محلات واحد منهم كتيا جين(بالإنجليزية: Kitea géant)‏
  - أسفي (محل)
  - طنجة (محلان واحد منهم كتيا جين(بالإنجليزية: Kitea géant)‏
  - تطوان (محل)

- باقي دول أفريقيا
  -  أنغولا
  -  بوركينا فاسو
  -  غينيا الاستوائية
  -  موريتانيا
  -  جمهورية إفريقيا الوسطى
  -  جمهورية الكونغو
  -  جمهورية الكونغو الديمقراطية